# Sattu (Lebensmittel)

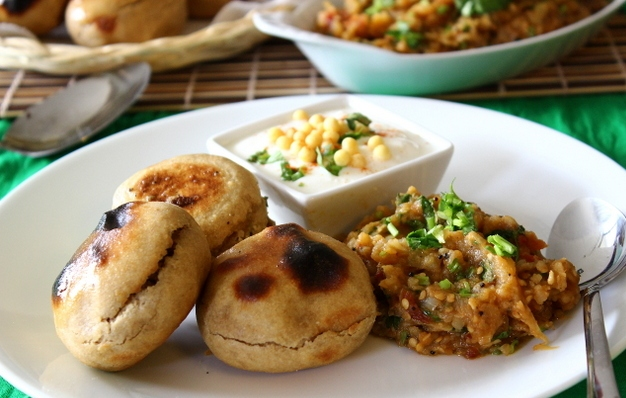
Ein nordindisches Gericht mit Sattu: Litti Chokha

Sattu (Hindi:सत्तू) ist ein Mehl aus gerösteten Hülsenfrüchten oder Getreidekörnern, das hauptsächlich in der nordindischen und pakistanischen Küche Verwendung findet. Da es sich um ein bereits geröstetes Mehl handelt, muss es vor dem Verzehr nicht erneut erhitzt werden.

## Herstellung
Hülsenfrüchte oder Getreidekörner werden in einem mit Sand gefüllten Topf geröstet, anschließend gesiebt und schließlich gemahlen. Traditionell besteht Sattu aus Kichererbsen oder Gerste.

## Verwendung
Das geröstete Mehl findet beispielsweise Verwendung im Getränk Sharbat, das aus Sattu, Jaggery und Zitronensaft angerührt wird. Weitere Beispiele sind Litti, gegrillte Teigbällchen, die mit gewürztem Sattu gefüllt sind oder eine Variante des Fladenbrots Paratha, ebenfalls mit einer Füllung aus Sattu.